# 壹獄壹世界：高登闊少踎監日記
《壹獄壹世界：高登闊少踎監日記》（英語：Imprisoned: Survival Guide for Rich and Prodigal）是2015年上映的香港喜剧犯罪片，改编自高登讨论区会员小姓奴的小说《一獄一世界》；由孙立基執導，王宗尧、張建聲、廖启智、黄光亮、何家驹、张松枝主演；在電影分級下為III級及IIB級。劇情讲述“富二代”于日辰因醉酒驾驶入獄，经历了监狱风云后重新认识人生意义的故事。本片是演员何家驹闊別銀幕15年後的復出作及遗作。
電影於2014年10月31日在香港薄扶林開機拍攝，2015年1月21日舉行殺青宴。5月28日，本片在香港、澳門及新加坡正式上映，馬來西亞於同年7月16日上映，台灣於12月4日上映。
本片續作為《壹獄2：劫數難逃》，繼續由張建聲、黃光亮及蔡瀚億主演，並加入張繼聰、鄒文正及鄭浩南。

## 劇情
終日沉迷女色與派對的富二代于日辰（王宗堯 飾），自幼生活奢華糜爛，母親一直對他溺愛有加。豈料一次酒後駕駛把老人撞至重傷，被判監一年半。身嬌肉貴的他漸漸適應了監獄的生存法則，也在獄中結交了瘸子伍仔（蔡瀚億 飾）、老監犯達叔（廖啟智 飾）等人為朋友。不幸的是，死敵阿積（張建聲 飾）此時也因為犯罪被抓而入獄服刑。一向狂妄放任的阿積，在獄中聯同少數族裔及大圈幫橫行無忌。阿積因往日仇怨而處處針對于日辰，也不放過他身邊的朋友。隨著伍仔年幼的女兒在獄外被欺凌、達叔在洗衣房出事，于日辰被逼至崩潰邊緣。想要為朋友報仇的他，會作出怎樣的選擇？

## 演员
| 演員                 | 角色                         |
| 王宗堯               | 日辰                         |
| 張建聲               | 呂文積                       |
| 黃光亮               | 司徒光（司徒）               |
| 廖啟智               | 林潤達（達叔）               |
| 蔡瀚億               | 伍志強（伍仔/曱甴）          |
| 李梓言（粵配：雨僑） | 淩美瑤                       |
| 余安安               | 袁祖莉（辰母）               |
| 徐錦江               | 曾貴雄（鬼王）懲教署高級監督 |
| 盧惠光               | 勞亞力（力王）總懲教主任     |
| 張松枝               | 文士進（千歲）懲教主任       |
| 姜皓文               | 陳里良（野狼）               |
| 陳奐仁               | 盧志遠（撈仔）               |
| 林雪                 | 蔣國軍（將軍）               |
| 尹揚明               | 雷明（明哥）                 |
| 郭奕芯               | 積女友                       |
| 崔碧珈               | Anita                        |
| 林芊妤               | 黃葦芸（Vivian）             |
| 周祉君               | 周子熹（傻熹）               |
| 楊建平               | 胡振中（振中）               |
| 何華超               | 李濤龍（龍哥）               |
| 李國鋭               | 李子強（喪強）               |
| 趙永洪               | 趙東浩（劉備）               |
| 許家傑               | 關偉忠（關羽）               |
| 鄭峰嵐               | 陳約男（參男）               |
| 吳志雄               | 積舅父                       |
| 元秋                 | 鞝議員，外表影射︰蔣麗芸     |
| 何家駒               | 大咪                         |
| 鄭欣宜               | 瑤表姐                       |
| 盧彥澤               | 都敏俊                       |
| 辛格·哈提汗·比托     | 敖撩                         |
| 麥頌偉               | 林克勤                       |
| 周智成               | 借《龍虎豹》男囚犯           |
| 傅嘉政               | 張偉政（老同政）             |
| 陳家禮               | 監獄醫官                     |
| 王宜華               | 潘美芬（瑤母）               |

## 創作歷程
小姓奴是香港高登讨论区一名以创作小说著名的会员，自2007年开始创作各种风格各异的作品，深受网民欢迎。2013年6月，小姓奴利用署名“于日辰”在高登发表连载小说《一狱一世界》，共连载五篇帖子。小说分享了作者于日辰入狱后在狱中生活的点滴，获得网民好评。最初，由于作者“于日辰”与小姓奴散文集题目《一日之计在于晨》极为相近，小说开始连载时便被读者怀疑，尤其是小说连载到第一篇突然停刊，跟小姓奴因意外入院的时间不谋而合，而更加令人怀疑“于日辰”就是小姓奴。最终小姓奴在Facebook专页证实《一狱一世界》是他的小说，作者身份的谜团才被解开。之后，碍于小姓奴住院治疗无法续写小说，网民合力打造书中的结局，共写了90,000字。2013年，中国3D数码娱乐公司耗资700万購得小说的电影改编权，香港电视艺人郭锋、艾威、张松枝和黄美棋获邀参演。
此片為鄭欣宜首部參演三級片作品。

## 宣傳
2015年5月1日下午2時，主角之一的張建聲於旺角朗豪坊外，以入獄真人騷的方式宣傳電影，於由宣傳車改裝而成的流動水飯房坐牢72小時，一舉一動全程於Facebook直播。同劇演員王宗堯、張松枝、唐貝詩及老闆蕭定一等到場「探監」支持。

## 票房
首周末票房312万，第二个周末154万，合共票房599万。第三个周末票房总额为711万。

## 電影歌曲

### 插曲
| 歌名           | 演唱者          | 作曲   | 填詞            |
| 〈Good Times〉 | Detroit Diamond | 鄭嘉嘉 | Detroit Diamond |

## 電影分級
| 國家/地區 | 分級          |
| 香港      | III&IIB       |
| 澳門      | D             |
| 新加坡    | R21（限制級） |
| 臺灣      | 18+（限制級） |

## 外部連結
- 香港影庫上《壹獄壹世界：高登闊少踎監日記》的資料（繁體中文）
- 时光网上《壹獄壹世界：高登闊少踎監日記》的資料（简体中文）
- 豆瓣电影上《壹獄壹世界：高登闊少踎監日記》的資料 （简体中文）
- 互联网电影数据库（IMDb）上《壹獄壹世界：高登闊少踎監日記》的资料（英文）
- 爛番茄上《壹獄壹世界：高登闊少踎監日記》的資料（英文）
- AllMovie上《壹獄壹世界：高登闊少踎監日記》的资料（英文）